# Harry’s House
Harry's House là album phòng thu thứ ba của nam ca sĩ kiêm nhạc sĩ người Anh Harry Styles, được hãng đĩa Columbia và Erskine Records phát hành vào ngày 20 tháng 5 năm 2022. Được phát hành trước album là các đĩa đơn "As It Was" và "Late Night Talking". Album nhận được sự chào đón nồng nhiệt của các nhà phê bình.
Mặc dù album bị rò rỉ một tháng trước khi phát hành nhưng Harry's House đã cho thấy sức hút của nó qua doanh thu của tuần đầu tiên một thành tích tốt nhất trong sự nghiệp của Harry Styles. Album này đứng vị trí số một trên UK Albums Chart với 113.000 bản được bán ra, trở thành album bán chạy nhất năm 2022 tại quốc gia này. Nó cũng đạt thành tích số một trên Billboard 200 của Hoa Kỳ với 521.500 bản được bán, bao gồm 330.000 album bán ra, điều này là một mở màn quá ấn tượng cho một album năm 2022. Nó cũng đạt ví trí số một ở nhiều quốc gia khác bao gồm: Bỉ, Úc, Canada, Pháp, Đức, Ireland, Ý, Hà Lan, Tây Ban Nha, Thuỵ Điển, Thuỵ Sĩ và New Zealand

## Khái quát
Trong một cuộc phỏng vấn với Apple Music, Styles đã giải thích cách anh ấy nghĩ ra và đặt tiêu đề cho album: "Album được đặt theo tên của Haruomi Hosono, ông ấy có một album vào những năm 70 mang tên Hosono's House và tôi đã sử dụng nó, tôi đã dành thời gian ở Nhật Bản, tôi đã nghe bản thu âm đó và tôi đã thốt lên rằng "Tôi thích nó". Đây sẽ là một điều thú vị nếu thực hiện một bản thu âm mang tên Harry's House". Album có sự kết hợp John Mayer chơi guitar chính trên "Cenima" và "Daydreaming.
Bài hát đầu tiên được viết là "Late Night Talking". "Late Night Talking" được viết vào ngày của Styles

## Bối cảnh và phát hành
Ca sĩ kiêm nhạc sĩ người anh Harry Styles đã công bố tên album phòng thu thứ 3 sắp ra mắt là Harry's House vào ngày 23 tháng 3 năm 2022 để công bố tác phẩm của mình là một đoạn video giới thiệu dài 40 giây và album được phát hành vào ngày 20 tháng 3 năm 2022. Trong đoạn giới thiệu, Styles bước lên bục của một nhà hát lớn và anh ấy cười trong khi ngôi nhà đang được kéo lên và Synthesizer vang lên. Harry's House có 13 bản nhạc. Joni Mitchell, người đã có một ca khúc mang tên "Harry's House / Centerpiece" vào album của mình năm 1975 The Hissing of Summer Lawns đã tweet rằng cô ấy yêu tựa đề. Khi công bố album, anh ấy đã lập một trang web và một tài khoản Twitter mới, những tin nhắn mới như là "you are home" và "in the world, it's just us, you know it's not the same as it was".
Vào ngày 26 tháng 5 năm 2022, The Late Late Show with James Corden đã công chiếu một video có sự xuất hiện của Styles và James Corden

## Quảng bá
"As It Was", được phát hành dưới dạng đĩa đơn chính vào ngày 1 tháng 4 năm 2022, sau khi được công bố trước đó vào ngày 28 tháng 3 năm 2022. Vào ngày 15 tháng 4 năm 2022, trong buổi biểu diễn ở Coachella Styles đã biểu diễn "As It Was" buổi live đầu tiên của bài hát.

## Đánh giá chuyên môn
| Đánh giá chuyên môn  | Đánh giá chuyên môn |
| Điểm trung bình      | Điểm trung bình     |
| Nguồn                | Đánh giá            |
| -------------------- | ------------------- |
| Metacritic           | 82/100              |
| Nguồn đánh giá       |                     |
| Nguồn                | Đánh giá            |
| American Songwriter  | [ 13 ]              |
| DIY                  | [ 14 ]              |
| Entertainment Weekly | A−                  |
| The Guardian         | [ 16 ]              |
| The Independent      | [ 17 ]              |
| The Line of Best Fit | 7/10                |
| NME                  | [ 19 ]              |
| Pitchfork            | 7.2/10              |
| Rolling Stone        | [ 21 ]              |
| Slant Magazine       | [ 22 ]              |

Trên trang tổng hợp đánh giá Metacritic, Harry's House đã được nhận số điểm 82/100 dựa trên 19 bài đánh giá của các nhà phê bình khác nhau cho thấy sự phổ biến của album. Alexis Petridis của The Guardian đã viết rằng "Album đánh dấu đánh dấu rất nhiều ô phù hợp và có nhiều sức hấp dẫn khiến nó trở thành sự hoàn hảo nhỏ của ngôi sao nhạc pop, người đã tạo ra nó". Nicholas Hautman của Page Six đã gọi album là sự thay đổi lớn nhất từ truớc đến nay của Styles vị thần nhạc rock thế kỷ 21.

## Danh sách bài hát
Tất cả các bài hát đều do Kid Harpoon và Tyler Johnson sản xuất, ngoài trừ ca khúc thứ 8 do Harpoon, Johnson và Samuel Witte sản xuất
| Danh sách bài hát | Danh sách bài hát              | Danh sách bài hát                                                                   | Danh sách bài hát |
| STT               | Nhan đề                        | Sáng tác                                                                            | Thời lượng        |
| ----------------- | ------------------------------ | ----------------------------------------------------------------------------------- | ----------------- |
| 1.                | "Music for a Sushi Restaurant" | Harry Styles Thomas Hull Tyler Johnson Mitch Rowland                                | 3:14              |
| 2.                | "Late Night Talking"           | Styles Hull                                                                         | 2:58              |
| 3.                | "Grapejuice"                   | Styles Hull Johnson                                                                 | 3:12              |
| 4.                | "As It Was"                    | Styles Hull Johnson                                                                 | 2:47              |
| 5.                | "Daylight"                     | Styles Hull Johnson                                                                 | 2:45              |
| 6.                | "Little Freak"                 | Styles Hull                                                                         | 3:23              |
| 7.                | "Matilda"                      | Styles Amy Allen Hull Johnson                                                       | 4:05              |
| 8.                | "Cinema"                       | Styles Samuel Witte                                                                 | 4:03              |
| 9.                | "Daydreaming"                  | Styles Hull Johnson Louis Johnson Valerie Johnson Alex Weir Quincy Jones Tom Bahler | 3:07              |
| 10.               | "Keep Driving"                 | Styles Hull Johnson Rowland                                                         | 2:19              |
| 11.               | "Satellite"                    | Styles Hull Johnson                                                                 | 3:37              |
| 12.               | "Boyfriends"                   | Styles Tobias Jesso Jr. Hull Johnson                                                | 3:12              |
| 13.               | "Love of My Life"              | Styles Hull Johnson                                                                 | 3:11              |
| Tổng thời lượng:  | Tổng thời lượng:               | Tổng thời lượng:                                                                    | 41:48             |

## Xếp hạng
| Bảng xếp hạng năm (2022)                 | Vị trí cao nhất |
| ---------------------------------------- | --------------- |
| Argentine Albums (CAPIF)                 | 1               |
| Album Úc (ARIA)                          | 1               |
| Album Áo (Ö3 Austria)                    | 1               |
| Album Bỉ (Ultratop Vlaanderen)           | 1               |
| Album Bỉ (Ultratop Wallonie)             | 1               |
| Album Canada (Billboard)                 | 1               |
| Croatian International Albums (HDU)      | 1               |
| Album Cộng hòa Séc (ČNS IFPI)            | 1               |
| Album Đan Mạch (Hitlisten)               | 1               |
| Album Hà Lan (Album Top 100)             | 1               |
| Album Phần Lan (Suomen virallinen lista) | 1               |
| Album Pháp (SNEP)                        | 1               |
| Album Đức (Offizielle Top 100)           | 1               |
| Greek Albums (IFPI)                      | 1               |
| Album Hungaria (MAHASZ)                  | 1               |
| Album Ireland (IRMA)                     | 1               |
| Album Ý (FIMI)                           | 1               |
| Album Nhật Bản (Oricon)                  | 35              |
| Japanese Hot Albums (Billboard Japan)    | 43              |
| Lithuanian Albums (AGATA)                | 1               |
| Album New Zealand (RMNZ)                 | 1               |
| Album Na Uy (VG-lista)                   | 1               |
| Album Ba Lan (ZPAV)                      | 1               |
| Album Bồ Đào Nha (AFP)                   | 1               |
| Album Scotland (OCC)                     | 1               |
| Album Tây Ban Nha (PROMUSICAE)           | 1               |
| Album Thụy Điển (Sverigetopplistan)      | 1               |
| Album Thụy Sĩ (Schweizer Hitparade)      | 1               |
| Album Anh Quốc (OCC)                     | 1               |
| Uruguayan Albums (CUD)                   | 2               |
| Album Hoa Kỳ Billboard 200               | 1               |

| Bảng xếp hạng (2022)               | Vị trí |
| ---------------------------------- | ------ |
| Australian Albums (ARIA)           | 2      |
| Austrian Albums (Ö3 Austria)       | 2      |
| Belgian Albums (Ultratop Flanders) | 3      |
| Belgian Albums (Ultratop Wallonia) | 13     |
| Canadian Albums (Billboard)        | 6      |
| Danish Albums (Hitlisten)          | 5      |
| French Albums (SNEP)               | 20     |
| Dutch Albums (Album Top 100)       | 1      |
| German Albums (Offizielle Top 100) | 5      |
| Hungarian Albums (MAHASZ)          | 12     |
| Italian Albums (FIMI)              | 13     |
| New Zealand Albums (RMNZ)          | 1      |
| Portuguese Albums (AFP)            | 1      |
| Spanish Albums (PROMUSICAE)        | 4      |
| Swedish Albums (Sverigetopplistan) | 2      |
| Swiss Albums (Schweizer Hitparade) | 6      |
| UK Albums (OCC)                    | 1      |
| US Billboard 200                   | 7      |